# Arbutus mollis
Arbutus mollis és una espècie d'arbust que pertany a la família de les ericàcies (Ericaceae) que és originària de Mèxic.

## Descripció
Arbutus mollis és un petit arbust de fins a 80 cm d'alt, perennifoli, té una escorça exfoliant en segments rectangulars i escorça interior és de color cafè vermellós; una característica de diverses espècies d'arboç.
Les fulles són ovades de color verd, llustroses, coriàcies de fins a 5,4 cm de llarg i 2,6 cm d'ample. El limbe foliar és serrat i la nervadura central pot estar nua o presentar pèls. L'àpex és agut, de 5 a 13 dents per cm, el feix és de color verd fosc, llustrós, glabre o pubescent sobre la nervadura central, poques vegades sobre nervadures laterals; el revers és glabre i el pecíol és pubescent només al costat adaxial.
Les enflorescències tenen tricomes glandulars i les seves bràctees son llustroses. Les flors són de color rosat o blanc rosat. Els fruits fan fins a 9 mm de llarg, es troben disposats en raïms i són de color vermell intens o vermell fosc. Posseeixen una o dues llavors per lòcul, rarament tres, de color pallós.

## Distribució i hàbitat
Arbutus mollis és nativa als estats mexicans d'Aguascalientes, Chihuahua, Durango, Guerrero, Hidalgo, Jalisco, Mèxic, Michoacán, Nayarit, Oaxaca, San Luis Potosí i Sinaloa.
En el seu hàbitat creix en boscos temperats de coníferes i latifoliades, en un rang altitudinal que va dels 2071 als 2375 msnm.

## Estat de conservació
Aquesta espècie es troba llistada a la NOM-059-SEMARNAT-2010 a la categoria Subjecta a Protecció Especial (Pr). A la Unió Internacional per a la Conservació de la Natura (UICN) apareix sota la categoria de No Avaluada (NE). I en ser una espècie amenaçada a Mèxic, és regulada sota el Codi Penal Federal, la Llei General de l'Equilibri Ecològic i Protecció a l'Ambient, y la Ley General de Vida Silvestre.

## Taxonomia
Arbutus mollis va ser descrita per Karl Sigismund Kunth i publicat a Nova Genera et Species Plantarum (quarto ed.) 3: 280, a l'any 1818[1819].
Etimologia
Arbutus: nom genèric llatí amb què es coneixia a l'arboç variant europea i mediterrània d'aquesta espècie.
mollis: epítet llatí que significa "balancejant; flexible, fàcil de moure; suau, elegant".
Sinonímia
Els següents noms són sinònim d'Arbutus arizonica:
- Arbutus occidentalis var. villosa McVaugh & Rosatti in Contr. Univ. Michigan Herb. 11: 304 (1978)